# Samtgemeinde Oldendorf-Himmelpforten
De Samtgemeinde Oldendorf-Himmelpforten is een gemeenteverband in de Duitse deelstaat Nedersaksen. De samtgemeinde ontstond op 1 januari 2014 uit de fusie van de Samtgemeinden Himmelpforten en Oldendorf.  
Bestuurszetel is Himmelpforten.

## Deelnemende gemeenten
| - Burweg (O) - Düdenbüttel (H) - Engelschoff (H) - Estorf (O) | - Großenwörden (H) - Hammah (H) - Heinbockel (O) | - Himmelpforten (H) - Kranenburg (O) - Oldendorf (O) |

De met (H) gemerkte plaatsen  behoorden van 1972 tot 2014 tot de Samtgemeinde Himmelpforten. De met (O) gemerkte plaatsen  behoorden van 1972 tot 2014 tot de Samtgemeinde Oldendorf.

### Bevolkingscijfers, oppervlakte
Ontleend aan de gemeentewebsite. Peildatum 30 september 2023.
- Totaal Samtgemeinde: 19.222 inwoners; 196,39 km2 oppervlakte.

- Burweg:	1.025;  16,24
- Düdenbüttel:	1.027; 10,24
- Engelschoff:	776; 19,68
- Estorf, incl. o.a. Gräpel:	1.489;	29,49
- Großenwörden:	486; 1,35
- Hammah:	3.246;	29,28
- Heinbockel:	1.504;	22,69
- Himmelpforten:	5.740;	18,28
- Kranenburg:	789;  14,18
- Oldendorf:	3.140;	23,96.

## Geografie, infrastructuur, economie
De Samtgemeinde ligt 10-20 km ten westen van de stad Stade en 15-20 km ten zuidwesten van de rivier de Elbe. Langs de westgrens van de Samtgemeinde kronkelt de rivier de Oste. Bij o.a. Gräpel, gemeente Estorf, kan men de Oste per gierpont oversteken; men komt dan in de gemeente Bremervörde. In het noorden grenst de Samtgemeinde aan Drochtersen, in de landstreek Kehdingen.
Het landschap in de Samtgemeinde is vlak en wordt gekenmerkt door laag polderland, laagveen- en hoogveengebieden, en hier en daar kleine bospercelen.
Tussen Estorf, Heinbockel en Oldendorf ligt ligt een uitgestrekt, moerassig hoogveengebied met de naam Hohes Moor. Het gebied is een 862 hectare groot natuurreservaat, zie onderstaande link. Sinds 2001 wordt er aan natuurherstel gedaan d.m.v. vernatting, het onder water zetten van afgegraven stukken veen.
De vereniging  "BürgerBus Osteland e.V.". onderhoudt een door vrijwilligers gerunde buurtbus (BürgerBus) tussen enige in de regio gelegen dorpen, waaronder binnen de Samtgemeinde de plaatsen Himmelpforten, Oldendorf en Estorf. De buurtbus rijdt niet 's avonds of op zon- en feestdagen. 
Op respectievelijk 7½ en 11½ km ten westen van station Stade hebben Hammah en Himmelpforten stationnetjes aan de Spoorlijn Lehrte - Cuxhaven. Deze wordt sinds 2018 geëxploiteerd door Regionalverkehre Start Deutschland, een dochteronderneming van Deutsche Bahn.
De door de Samtgemeinde lopende Bundesstraße 73 is de belangrijkste verkeersader. De weg loopt vanuit Cuxhaven via de Samtgemeinde Hemmoor van (noord)west naar oost door Burweg, Himmelpforten en Düdenbüttel, om 8 km ten oosten van laatstgenoemd dorp in de stad Stade uit te komen. Nabij die stad is de dichtstbij gelegen aansluiting op een Autobahn te vinden.
Hammah is een knooppunt van toeristische langeafstands-fietsroutes. Dit dorp is ook bekend om de vooral ten noorden en oosten van het dorp gelegen hunebedden. In de andere negen deelgemeenten is de landbouw het voornaamste middel van bestaan; in enige dorpen zijn, op kleine bedrijventerreinen, ambachtelijke, handel drijvende en dienstverlenende ondernemingen van regionale of lokale betekenis gevestigd, waaronder enige middelgrote aannemersbedrijven. In alle tien de deelgemeenten wonen ook forensen met een werkkring buiten de Samtgemeinde (in de meeste gevallen in Hamburg).

## Geschiedenis
Zie ook de artikelen over de tien deelgemeentes.
Het polder- en moerasgebied werd in de 12e eeuw door meest Hollandse kolonisten ontgonnen, in opdracht van het Prinsaartsbisdom Bremen. Kloosters in dit bisdom verkregen er boerderijen. Zie ook onder Cope.
Na de Reformatie in de 16e eeuw werd de bevolking van het gebied evangelisch-luthers. De meeste christenen in de huidige Samtgemeinde zijn nog steeds deze gezindte toegedaan. 
Voor de politieke geschiedenis van de streek zie onder Prinsaartsbisdom Bremen (tot aan de Dertigjarige Oorlog) en Bremen-Verden (periode 1648-1815).
Bij overstromingsrampen, zoals de Kerstvloed van 1717, ging met name veel vee verloren.

## Varia
De Samtgemeinde Oldendorf-Himmelpforten onderhoudt sedert 2005 een jumelage met de gemeente Puck in Polen.

## Afbeeldingen

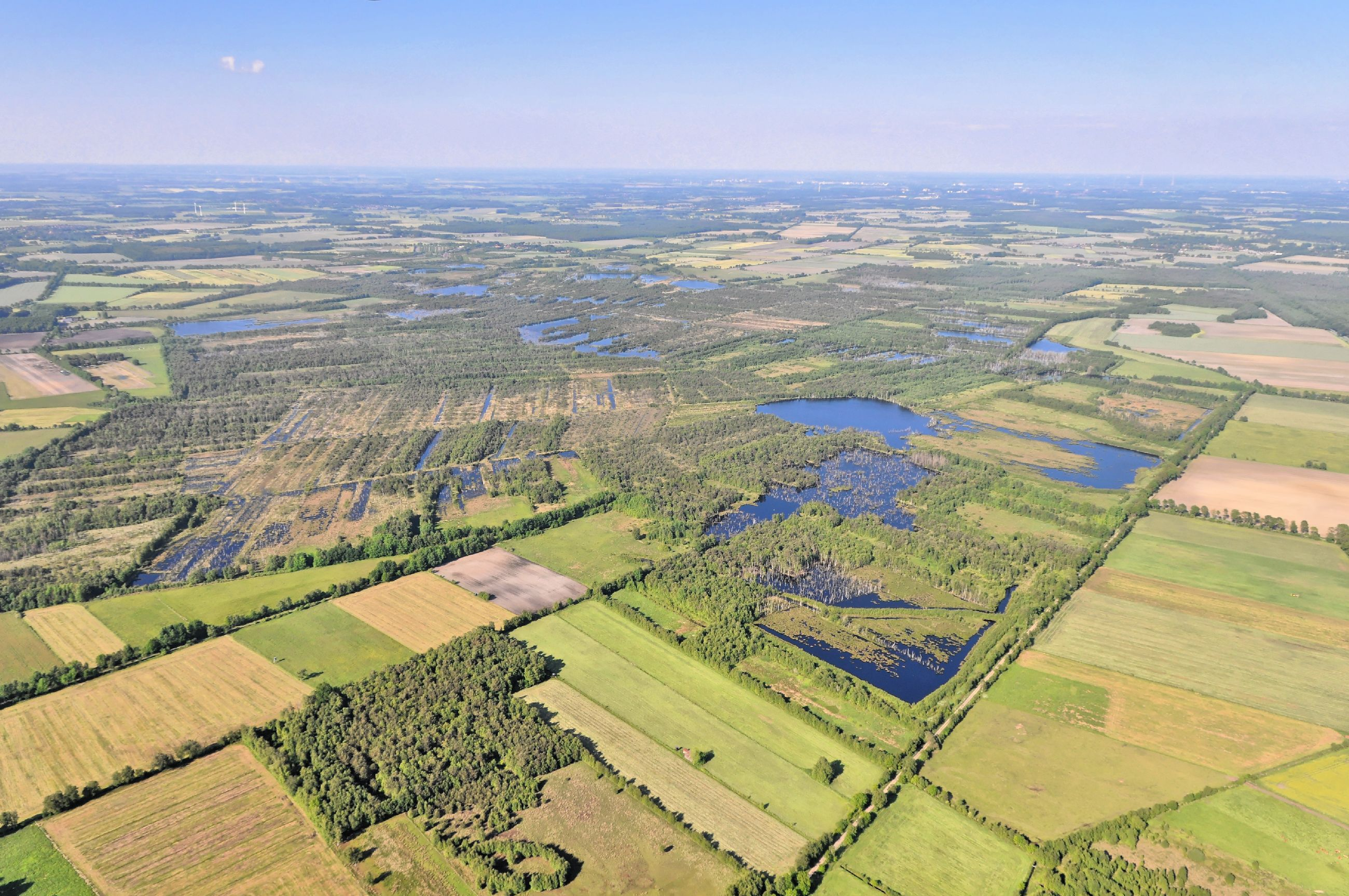
Luchtfoto (2013) van het veengebied Hohes Moor
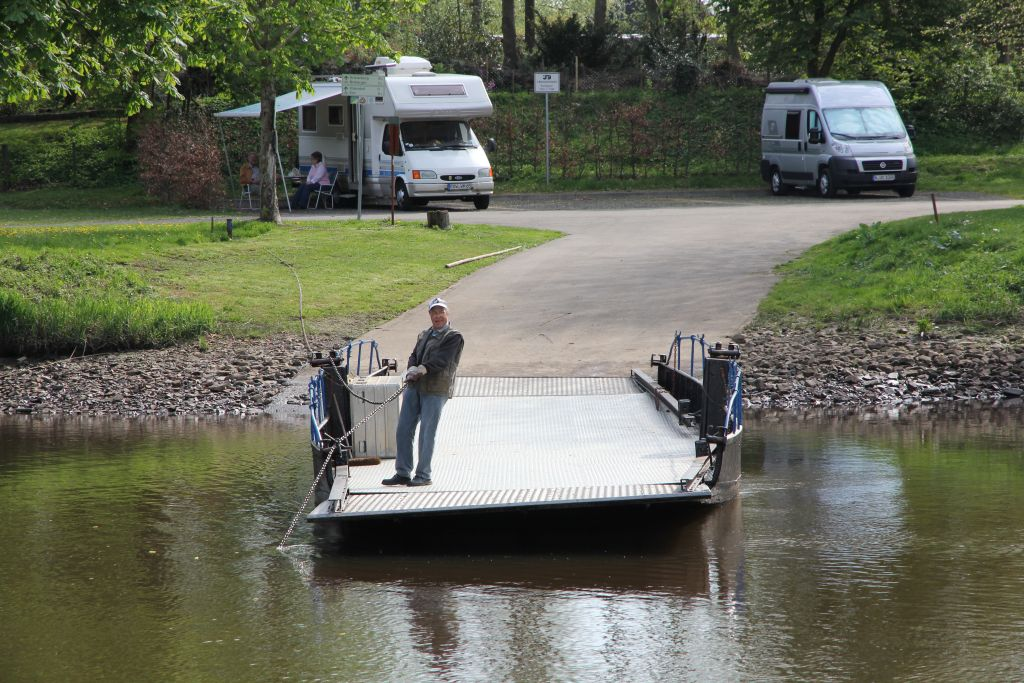
Veerpont over de Oste Gräpel-Ostendorf v.v.